# Olván
Olván u Olbán (oficialmente y en catalán Olvan) es un municipio de la comarca catalana del Bergadá, junto al río Llobregat. Cuenta con una población de 913 habitantes (INE 2024). 

## Historia
Aparece citado en un documento de 905. Se trata del acta de consagración de la iglesia parroquial, realizado por el obispo de Urgel Nantigís. Perteneció a la baronía de la Portella y después de 1369 pasó a formar parte de los dominios de la familia Pinós.

## Demografía
Olván cuenta con una población de 913 habitantes (INE 2024).
| Gráfica de evolución demográfica de Olván entre 1842 y 2021 |
| |
| Población de derecho según los censos de población del INE. Población de hecho según los censos de población del INE.En estos censos se denominaba Olbán: 1842, 1857, 1860, 1877, 1887, 1897, 1900, 1910, 1920, 1930, 1940, 1950, 1960, 1970 y 1981. Entre el censo de 1857 y el anterior, disminuye el término del municipio porque independiza a La Quart. |

| 1900 | 1930 | 1950 | 1970 | 1981 | 1986 |
| ---- | ---- | ---- | ---- | ---- | ---- |
| 786  | 1447 | 1479 | 1502 | 1215 | 1100 |

## Cultura
Dentro del término municipal se encuentra el antiguo monasterio femenino de Santa María de Valldaura, fundado en 1231 y del que aún se conserva la antigua iglesia monacal.
La iglesia de la Assumpció de la Mare de Déu, parroquia de Olván, apenas conserva restos de la estructura original románica ya que ha sido restaurada en diversas ocasiones.
Olván celebra su fiesta mayor el 20 de enero, festividad de San Sebastián.

## Economía
La principal actividad económica es la agricultura, destacando el cultivo de cereales y patatas. Hay también algunas granjas de ganado porcino.
Gran parte de la población trabajó en la fábrica de la colonia Cal Rosal hasta que en 1991 la fábrica cerró. Ese mismo año cerraron otras dos industrias dedicadas a las hilaturas.

## Referencias

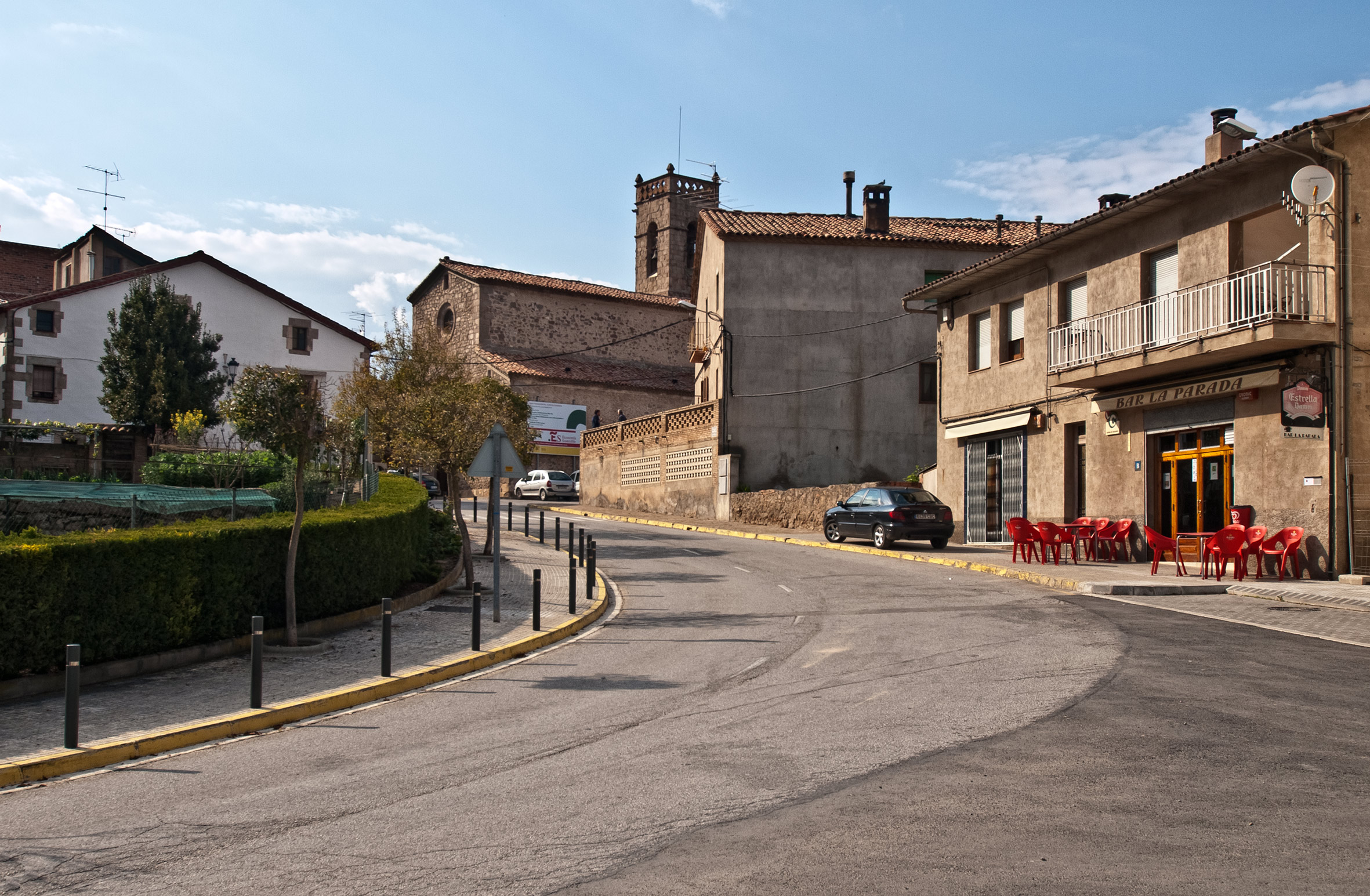
Plaza e iglesia parroquial de Olvan.